# 1385
1385 (MCCCLXXXV) var ett normalår som började en måndag i den julianska kalendern.

## Händelser

### Okänt datum
- Olof Håkansson antar titeln "sann arvtagare till Sverige", vilket innebär, att han anser sig ha rätt till den svenska tronen.
- Johan I blir kung av Portugal.

## Födda
- Antoine de La Sale, fransk författare.
- Fra Mauro, italiensk munk och kartritare.
- Katharina Elisabeth av Braunschweig-Lüneburg, tysk-dansk regent.

## Avlidna
- Augusti – Johanna av Kent, prinsessa av Wales.